# Ålandsrörelsen
Ålandsrörelsen var den politiske bevægelse, som kæmpede for Ålands forening med Sverige. Bevægelsens ledende personer var Julius Sundblom og Carl Björkman.
Frem til Finske krig og Freden i Fredrikshamn i 1809 regnedes Åland ikke til Finland. Ud over de seks landskaber, som ansås at være dele af Finland, overdroges Åland, som frem til da var regnet som en del af Svealand og Östra Norrland, til Rusland. Frem til Finlands selvstændighed i 1917 ansås den svensktalende befolkning på Åland for at være "expatrierade sverigesvenskar".

## Baggrund
Ålandsspørgsmålet opstod under 1. verdenskrigs afsluttende tid. Åland havde været demilitariseret og neutraliseret siden Krim-krigen (freden i Paris (1856)) for at undgå russisk hegemoni i Østersøen. Under 1. verdenskrig var, trods dette, russiske tropper blevet stationeret på øerne. Da Zarrusland efter Februarrevolutionen i 1917 begyndte at falde fra hinanden, udvikledes Ålandsrörelsen, som virkede for Ålands frigørelse fra Rusland og genforening med Sverige.
Den 20. august 1917 samledes repræsentanter fra alle Ålands landsognekommuner på Ålands folkhögskola i Finström på initiativ af Carl Björkman og Johannes Eriksson for en hemmelig forhandling. Julius Sundblom deltog i mødet som repræsentant for Mariehamns bystyre. På mødet besluttede man, at Åland skulle ansøge om genforening med Sverige. En deputation bestående af Julius Sundblom, Carl Björkman, Johannes Eriksson og Gösta Lindeman valgtes for at fremsætte mødets hemmelige beslutning til den svenske konge og regeringen.
Afrejsen blev dog forsinket, og deputationen ankom først den 27. januar 1918 til Stockholm. Med sig havde deputationen en underskriftindsamling til støtte for kravet om genforening med Sverige underskrevet af 7.097 ålændinge (modsvarende 96% af den myndige befolkning).

## "Finland frit og Åland svensk"
Inden afrejsen til Sverige havde Julius Sundblom i december 1917 som redaktør for Tidningen Åland formuleret Ålandsrörelsens devise "Finland fritt och Åland svenskt". I begyndelsen fremstår Julius Sundblom som den mest betænkelige ved ålændingenes ønske om en genforening med Sverige, men i takt med, at frygten for en forfinskning af øerne voksede sig stadig større, blev han overbevist om at indtræde i rørelsen og blev dens samlende person.

## Den finske borgerkrig
Efter Finlands selvstændighed og den Finske borgerkrigs udbrud i slutningen af januar 1918 blev situationen på Åland kompliceret, da soldater fra den tidligere zarrussiske hær fortsat fandtes på øen. Soldaterne forventedes at være loyale med den røde side i borgerkrigen, mens ålændingene overvejende sympatiserede med den hvide side. Julius Sundblom blev tvunget til at gå under jorden og kunne ikke vende tilbage til Åland inden Valborgsaften samme år. Under krigen virkede medlemmer i Ålandsrörelsen for, at Sverige skulle besætte Åland og spredte (antagelig bevidst) oplysninger om, at soldaterne begik grove overgreb mod den ålandske civilbefolkning. Dette resulterede i den svenske Ålandsekspedition i 1918, som dog snart fandt, at oplysningerne var kraftigt overdrevne. I slutningen af februar udbrød imidlertid kampe mellem den hvide Nystadskåren og en rød garde understøttet af russiske soldater. Den svenske ekspedition formidlede mellem de stridende parter, og den 21. februar blev i Mariehamn indgået en fredsaftale. Ifølge aftalen skulle Åland rømmes af både de russiske og de finske tropper. Efter, at den hvide regering i Finland havde anmodet om hjælp fra Tyskland, ankom den 5. marts tyske tropper til Åland, hvorpå de svenske tropper begyndte at forlade Åland. De tyske soldater erstattedes i begyndelsen af september 1918 af regulære finske soldater, som forblev på Åland til slutningen af januar 1922.

## Ålands län oprettes
Fra finsk side var man ikke rede til at imødekomme ålændingenes krav om forening med Sverige men ville beholde Åland ved at give øgruppen en vis grad af selvstyre inden for Finlands grænser. En uofficiel Ålands-komité oprettedes for at finde en kompromisløsning i Ålandsspørgsmålet. Det første skridt blev at udskille Åland fra Åbo og Björneborgs län og dermed overføre en del af beslutningsretten til Åland og lægge grunden for et selvstyre. Den 13. juni 1918 besluttede Finlands senat at udskille Åland fra Åbo och Björneborgs län og dermed skabtes Ålands län. Hjalmar von Bondsdorff blev Ålands første landshövding og militærguvernør.

## Konflikten med Finland
Efter at de svenske tropper havde forladt Åland, og Ålands län var blevet oprettet, var der atter en tvivl om, hvad der var den bedste løsning for Åland. I Sverige gjorde blandt andet søforsvarsministeren Erik Palmstierna sig til talsmand for, at Sverige skulle gribe militært ind for at få Finland til at afstå Åland. Efter et besøg hos Erik Palmstierna i Stockholm besluttede Julius Sundblom at oprette et ålandsk landsting for at repræsentere Åland. Landstinget oprettedes, og triumviratet Björkman – Eriksson – Sundblom blev sat i spidsen for Ålandsrörelsen og for det ålandske styre under et par årtier frem.
Landstinget var ulovligt, og Ålands landshövding Hjalmar von Bonsdorff udtalte trusler mod separatistlederne. Konflikten med von Bonsdorff handlede også om censur, idet Sundblom nægtede at lade de finske repræsentanter diktere hvad, der skulle trykkes i avisen. Også Finlands statsminister Rafael Erich kom till Åland for at tale med øboere, som ikke ville have selvstyre. I december 1918 krævede Sveriges regering, at en ålandsk folkeafstemning skulle afholdes, hvorved spørgsmålet om nationalt tilhørsforhold skulle afgøres. Den finske regering afvise kravet, efter som det finske standpunkt var, at Åland er en del af Finland. Den 30. december 1918 enedes Sverige, Finland og Tyskland om at fjerne forsvarsanlæggene fra den russiske tid.
Under andet halvår 1918 rejste en ålandsk delegation rundt i Europa for at vække international opinion for Ålands tilslutning til Sverige. I januar 1919 rejste en tremandsdeputation bestående af Erikson, Sundblom og Johan Jansson til fredsforhandlingerne i Versailles for at fremlægge ålændingenes sag. Ved hjemkomsten til Åland i marts 1919 publicerede delegaterne et manifest, som støtter forening med Sverige. Det finske senat afviste den 11. juni 1919 Sveriges anmodning om en folkeafstemning. Den 19. juni svarede Sveriges regering - med henvisning til den nationale selvbestemmelsesret, at ålændingene selv skulle tillades at vælge. Det svenske standpunkt er, at spørgsmålet skulle afgøres i forbindelse med fredskonferencen i Versailles.
Konflikten med Finland optrappedes efterhånden Fra finsk side tilbød man ålændingene udvidet selvstyre inden for Finlands grænser ved selvstyreloven, som blev vedtaget i Finlands riksdag 1920. Det udvidede selvstyre blev kategorisk afvist af ålændingene. Den finske regeringens svar blev at udstede en arrestordre på Björkman, Eriksson og Sundblom, anklagede for højforræderi. Da Eriksson befandt sig i Stockholm, kunne kun Björkman og Sundblom arresteres. Efter fem uger i fængsel blev de tiltalte frigivne indtil videre, men dommen den 2, september blev fældende. Efter stærkt internationalt pres benådes de begge af regeringen i oktober, efter fem måneder i fængsel og fældende domme i Åbo hovrätt og i Högsta Domstolen (højesteret).

## Folkeforbundet afgør Ålandsspørgsmålet
Den britiske regering opfordrede Folkeforbundet at behandle Ålandsspørgsmålet. En international juristkommission nåede frem til, at demilitariseringsaftalen fra 1856 fortsat gjaldt, og at Folkeforbundet var kompetent at afgøre spørgsmålet.
Løsningen på Ålandsspørgsmålet, som tillige kaldes Ålandsmodellen, var et kompromis, hvor ingen af de tre parter i konflikten, Finland, Sverige og Åland blev helt tilsidesatte. Den 24. maj 1921 tilkendte Folkeforbundets råd ved sit møde i Genève Finland suveræniteten over øerne, Sverige garanteredes at øerne skulle forblive demilitariserede, og Åland fik sit selvstyre. Finland måtte også garantere ålændingene at beholde deres svenske sprog og kultur. Sverige accepterede beslutningen under protest. Efter Folkeforbundets beslutning accepterede også ålændingene det selvstyre, som Finland havde tilbudt Åland, hvilket i praksis indebar afslutningen for Ålandsrörelsen og tanken om genforening med Sverige.
Den 9, juni 1922 sammentrådte Ålands landsting til sit første plenum. Dermed overtog landstinget lovgivnings- og forvaltningsretten på flere områder fra den finske stat og Ålands län. Ålændingene kaldte sin autonomi inden for Finland for Ålands selvstyrelse og den 9. juni blev der efter Ålands selvstyredag. Trods modgangen i Folkeforbundet var ålændingenes tillid til Julius Sundblom ubrudt, og ved de første landstingsvalg i maj 1922 fik oppositionen kun et mandat. Julius Sundblom valgtes til Ålands landstings formand, Johannes Eriksson blev viceformand og Carl Björkman blev Ålands første lantråd.